# Étienne Azambre
Pour les articles homonymes, voir Azambre.
Étienne Azambre est un peintre français, né à Paris le 2 février 1859 et mort à Paris 6e le 21 juin 1933.

## Biographie
Étienne Azambre nait à Paris le 2 février 1859, au 9 de la rue Taranne, aujourd'hui disparue. Ses parents, Gustave Joseph Azambre, avocat et Aline-Antoinette Tartois, résident alors dans ce qui était, avant les travaux d’Haussmann, le Xe arrondissement.
Après une scolarité au Collège et Lycée catholique Stanislas de Paris, il décide d'embrasser une carrière artistique. D'abord élève de l'Académie Julian de 1879 à 1882 puis de l’École Nationale des Beaux-Arts jusqu’en 1885, il a notamment comme professeurs durant cette période de formation William Bouguereau et Tony Robert-Fleury.
Pendant ses classes militaires à Orléans, il noue des amitiés avec les peintres Lucien Simon et Georges Desvallières.
De 1883 à 1904, il participe régulièrement au Salon des Artistes français à Paris où il présente des sujets religieux ou des scènes de genre.

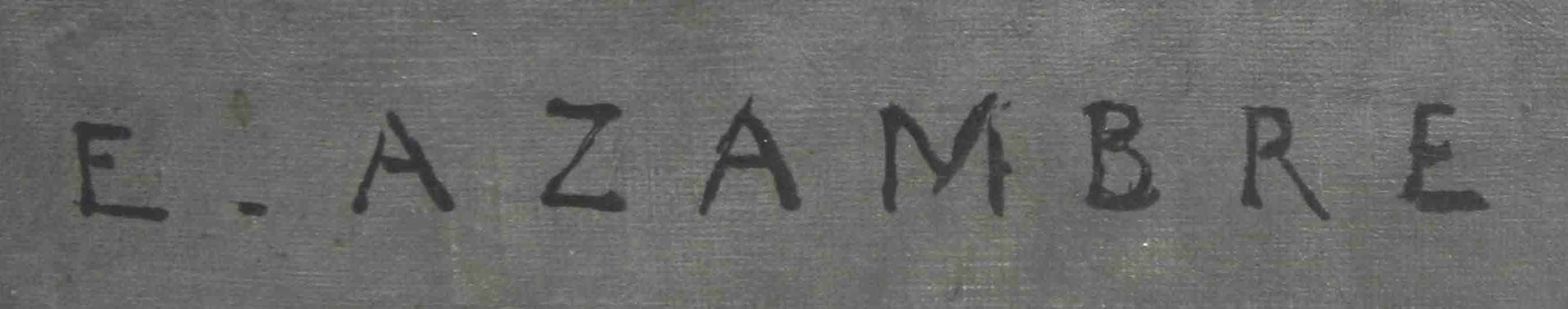
Signature d’Étienne Azambre

En dehors du traditionnel Salon annuel, Étienne Azambre participe à de nombreuses autres expositions.
En 1889, il expose deux toiles : Intérieur d'atelier et Liseuse dans le cadre de l'exposition annuelle des Amis des Arts du Département de Seine-et-Oise qui se tient dans les salles du château de Versailles.
En janvier 1893, il participe à l'exposition annuelle du Cercle belge pour l'Art qui se tient au Musée Moderne de Bruxelles. Edward Burne-Jones (1833-1898), Maurice Denis (1870-1943) ou le céramiste et maître verrier Émile Gallé (1846-1904) font entre autres partie des exposants.
À l’occasion de la présentation de ses œuvres dans divers salons, certaines de ses toiles, religieuses ou profanes, sont reproduites sous forme de gravures en couverture ou en encart de magazines tels que Le Monde Illustré, La Famille, La France illustrée entre autres.
Étienne Azambre participe également à plusieurs Salons artistiques de l'Ordre de la Rose-Croix catholique et esthétique du Temple et du Graal. Fondée par Joséphin Péladan (1858-1918), cette société tend à lutter contre le matérialisme ambiant en favorisant notamment des courants artistiques comme le Symbolisme. En 1893, lors de la seconde édition du salon, sous le dôme central du Palais du Champ de Mars, il expose une Sainte Famille, Le rêve de sainte Cécile, une Tête de femme et une esquisse intitulée De profundis. En 1894, le troisième Salon de la Rose-Croix se tient cette fois à la Galerie des Artistes contemporains, 5 rue de la Paix. Étienne Azambre y présente une œuvre intitulée : Noël.
En 1895-1896, Étienne Azambre fait partie des artistes choisis pour décorer l'église Sainte Marie-Madeleine d'Equennes dans la Somme. Il y réalise les fresques qui ornent la coupole représentant le couronnement de la Vierge par le Christ, intronisée Reine des Cieux en présence d'une assemblée d'anges musiciens.
Étienne Azambre devient membre de la Société de Saint-Jean, un cénacle théologique, artistique et culturel ayant pour but principal d'encourager l'art religieux sous toutes ses formes d'expression. Il en assure même un temps la vice-présidence et rédige quelques articles pour la revue qu'elle édite : Notes d'Art et d'Archéologie. L'artiste participe à plusieurs reprises (1896, 1897, 1903, 1906, 1908) à l'exposition annuelle de la Société où il présentera notamment Noël, Andante et Dans l'herbe en février 1896 et Bonsoir, A Cannes et La paysanne en 1897. La Société de Saint-Jean ayant décidé de monter son propre catalogue d'images pieuses, Étienne Azambre est sollicité pour signer la toute première d'entre elles intitulée La Communion de la Ste Vierge. D'autres viendront ensuite, publiées en collaboration avec diverses maisons d'édition parisiennes dont Schaefer ou Bouasse-Lebel. C'est avec cette dernière société, spécialisée dans la vente d'articles religieux et située au 29 de la rue Saint-Sulpice à Paris, qu’Étienne Azambre entreprend une longue et riche collaboration. Il va dès lors fournir à un rythme soutenu plusieurs centaines de compositions picturales éditées sous forme d'images pieuses (communions, décès, prises de voile, professions de foi, almanachs religieux, cartes postales...) reproduites par les procédés de phototypie, lithographie, héliogravure ou chromolithographie. Les thèmes les plus souvent traités correspondent aux commandes de ses éditeurs. Ils sont presque exclusivement tirés du Nouveau Testament avec une prédilection particulière pour le Saint-Sacrement, les scènes de la vie de Jésus et la représentation des saints les plus populaires de l'époque. Ces images sont diffusées à des milliers d'exemplaires en France et dans certains pays d'Europe.
Dans une moindre mesure, Étienne Azambre réalisera également de nombreuses illustrations pour les éditions Schaefer, elles aussi diffusées sous forme d'images de piété.
La peinture d’Étienne Azambre est donc d'inspiration presque exclusivement mystique mais il réalise tout de même çà et là, sur commande de quelques familles bourgeoises, des portraits et des scènes de genre.
En 1912, il présente une œuvre intitulée La Vierge et l’Enfant dans le cadre de l’Exposition d'Art Chrétien Moderne au Pavillon de Marsan à Paris.
Entre 1916 et 1919, Étienne Azambre entreprend la décoration de l'église Saint-Étienne et Saint-Firmin de Senan dans l’Yonne, village où se trouve la propriété familiale du peintre. Il réalise quatre grandes fresques représentant L’Annonciation, La Nativité,
Le baptême du Christ et Jésus chez les docteurs. La Sainte Famille, une huile sur toile réalisée quelques années auparavant, est offerte comme peinture d'autel à cette même église et orne l'une des chapelle de l'édifice.
Entre 1915 et 1925, sous le pseudonyme de E. Piaz, Azambre réalise un certain nombre d'images pieuses pour les Éditions Bouasse-Jeune, concurrentes de Bouasse-Lebel dans la vente d'articles religieux.
Le peintre meurt le 21 juin 1933 à l'âge de 74 ans en son domicile parisien du 157 boulevard Saint-Germain dans le VIe arrondissement.
Une messe à sa mémoire est célébrée en l'église Saint-Germain-des-Prés le 1er juillet 1933.
Étienne Azambre repose dans le caveau familial du cimetière communal de Senan dans l’Yonne.

## Œuvres exposées au Salon des Artistes français[13]
- 1883, Deux enfants
- 1884, Sainte Famille
- 1885, Saint François d'Assise prêchant aux Oiseaux
- 1887, Sainte Famille et Liseuse
- 1888, Retour des champs
- 1889, Jésus chez Marthe et Marie et une Étude
- 1890, Musique de chambre tableau pour lequel il obtient une mention honorable[14]
- 1891, L’Inspiration
- 1892, Le rêve de sainte Cécile
- 1894, Au Louvre
- 1895, La vocation de Jeanne d'Arc
- 1896, Andante
- 1898, Liseuse et Le jeu de l'oie
- 1899, Les Vierges sages et les Vierges folles ainsi que Déjeuner sur l'herbe
- 1900, Dans l'escalier pour lequel il obtient une mention d'honneur
- 1901, La toupie hollandaise
- 1902, Les Vierges sages et En été
- 1903, Bouquet d'hiver
- 1904, Première communiante

## Œuvres visibles en France

### Tableaux, fresques
- Chambéry, (Savoie) musée des Beaux-arts: Intérieur d'atelier, 1889, huile sur toile (64,8 x 49,8), acquis en 1893 de Léonce Mesnard.
- Paris, musée du Louvre: Au Louvre, 1894, huile sur toile (62 x 42), don des Amis du Louvre en 1978.
- Senan, (Yonne), église paroissiale Saint-Étienne-Saint-Firmin : Quatre fresques représentant des scènes de la vie du Christ : L'Annonciation, 1916 ; La Nativité, 1919 ; Le Baptême du Christ, 1917 ; Le Christ parmi les docteurs, 1918. Un tableau représentant La Sainte Famille orne également l'un des autels de la même église.
- Sens (Yonne) musée: Jeune communiante, huile sur toile (55,7 x 46,2), 1890.
- Noirmoutier (Vendée) Chapelle du Vieil, La Fuite en Égypte, huile sur toile, 1913.
- Champlay (Yonne) Église Saint Martin : La charité de Saint Martin, huile sur toile, 1902.Tableau ornant le maître-autel.
- Coulanges-la-Vineuse (Yonne) Église Saint Christophe : La Sainte Vierge, Saint Christophe et Saint Pèlerin, 1919. Tableau ornant le maître-autel.
- Equennes-Eramecourt (Somme) Eglise Sainte Marie-Madeleine : Quatre fresques (1896) évoquant La Présentation de Marie au Temple, Le songe de Joseph, La Sainte Famille et une Pieta. Participation probable, en collaboration avec Adrien Moreau-Néret (1860-1944) à la grande fresque de l'abside représentant Le Couronnement de la Vierge par le Christ.
- Rive-de-Gier (Loire) Eglise Notre-Dame : Le Christ et le soldat blessé, 1919. Huile sur toile ornant l'autel dédié aux morts de la Grande Guerre.
- Saint Maurice-le-Vieil (Yonne) Eglise Saint-Léger : Saint Léger, tableau ornant le maître-autel.
- Granville (Manche) Musée Richard Anacréon : Portrait de Henry Gauthier-Villars dit Willy, huile sur toile, 1896.